# Operazione Ranch Hand
L'operazione Ranch Hand fu una campagna militare svoltasi tra il 1962 ed il 1971 durante la guerra del Vietnam consistente nell'irrorazione di defolianti attuata mediante impiego di aeromobili da parte della US Air Force.
Fu una delle prime operazioni belliche condotte in Vietnam dall'aviazione statunitense, sia tramite elicotteri, che mediante aerei ed il bersaglio specifico venne individuato nelle foreste pluviali della regione della foce del Mekong. L'aeronautica militare statunitense iniziò lo spargimento di erbicidi e defolianti, scopo dell'operazione era la distruzione della giungla e dei campi coltivati che fornivano cibo ai viet cong. Tali attività suscitarono reazioni varie nella comunità scientifica, e contaminarono diversi civili, causando malformazioni nella popolazione protratte per anni.

## Descrizione
L'operazione sortì una limitata efficacia, in quanto i vietcong disponevano di rifugi sotterranei organizzati su più piani e su più livelli (erano presenti anche infermerie sotterranee), inoltre per i rifornimenti si servivano di percorso, il cosiddetto "sentiero di Ho Chi Minh"  che percorreva il Laos (per tutta la sua lunghezza) e la Cambogia (le regioni settentrionali), al di fuori del territorio vietnamita. 
Pertanto, negli anni a seguire, l'aviazione americana iniziò a bombardare anche Laos e Cambogia (nel 1970 vennero anche invasi, cosicché anche a questi paesi si estese il conflitto vietnamita, col risultato di far consolidare ed aumentare anche in Laos ed in Cambogia i preesistenti movimenti di guerriglia d'ispirazione comunista, rispettivamente il Pathet Lao che prenderà il potere in Laos nel novembre 1975 ed i "Khmer rossi" che presero il potere il 17 aprile 1975 in Cambogia) e sulle giungle vietnamite iniziò a lanciare uno speciale prototipo di bombe ad elevato potenziale in grado di distruggere i bunker sotterranei su un vasto raggio, la bomba tellurica.

## Le sostanze utilizzate
Gli elementi chimici utilizzati vennero prodotti da varie imprese per conto del Dipartimento della Difesa, tra cui la Dow Chemical e dalla Monsanto Company. I più famosi di essi furono soprannominati:
- Agente Arancio;
- Agente Bianco;
- Agente Blue;
- Agente Porpora;
- Agente Verde.